# Wyddial
Wyddial est un village et une paroisse civile du Hertfordshire, en Angleterre. Il est situé dans le nord-est du comté, à quelques kilomètres au nord-est de la ville de Buntingford. La population comptait 149 habitants en 2021. Il fait partie de la région des Hundred Parishes (en). Administrativement, il relève du district du East Hertfordshire.
Le méridien de Greenwich traverse le village.

## Étymologie
Le nom Wyddial désigne un creux où poussent les saules. Il provient des éléments vieil-anglais wīthig « creux » et halh « saule ». Il est attesté sous la forme Widihale dans le Domesday Book, à la fin du XIe siècle.